# Pahtavaara (kulle i Finland, Lappland, Tunturi-Lappi, lat 68,43, long 23,57)
Pahtavaara är en kulle i Finland. Den ligger i Enontekis i landskapet Lappland, i den norra delen av landet, 900 km norr om huvudstaden Helsingfors. Toppen på Pahtavaara är 320 meter över havet.
Terrängen runt Pahtavaara är platt, och sluttar söderut. Trakten runt Pahtavaara är nära nog obefolkad, med mindre än två invånare per kvadratkilometer. Närmaste större samhälle är Hetta, 5,1 km sydost om Pahtavaara. 